# Jakub Wawrzyniak
Jakub Wawrzyniak (Kutno, 7 luglio 1983) è un ex calciatore polacco, di ruolo centrocampista.

## Carriera

### Club
Dopo tanti anni nelle serie minori polacche, tra Sparta Oborniki, Sparta Brodnica, Błękitni Stargard Szczeciński e Świt Nowy Dwór Mazowiecki, è passato al Widzew Łódź, dove ha mostrato il suo valore e ha conquistato la Nazionale. Dal 2007, gioca per il Legia Varsavia.
Il 5 gennaio 2015 firma un contratto che lo lega ai polacchi del Lechia Danzica fino a giugno 2017.

### Nazionale
Ha debuttato in Nazionale il 6 dicembre 2006, nel corso di una sfida contro gli Emirati Arabi Uniti. È stato convocato per il campionato europeo di calcio 2008.
Viene convocato per gli Europei 2016 in Francia.

## Palmarès
- Campionato polacco: 2

Legia Varsavia: 2012/13, 2013/14
- Coppa di Polonia: 4

Legia Varsavia: 2007-2008, 2010-2011, 2011-2012, 2012-2013
- Supercoppa di Polonia: 1

Legia Varsavia: 2008